# Milton of Crathes Railway Bridge
Die Milton of Crathes Railway Bridge ist eine Eisenbahnbrücke nahe der schottischen Ortschaft Crathes beziehungsweise dem zugehörigen Weiler Millton of Crathes in der Council Area Aberdeenshire. 1988 wurde die Brücke in die schottischen Denkmallisten in der Denkmalkategorie C aufgenommen. Des Weiteren bildet sie zusammen mit der Milton of Crathes Bridge und der Milton of Crathes Old Bridge ein Denkmalensemble der Kategorie B.

## Geschichte
Nach langer Planung wurde 1853 das erste Teilstück der Deeside Line zwischen Aberdeen und Banchory eröffnet. Die dem Lauf des Dee folgende Bahnstrecke quert zahlreiche seiner Zuflüsse. Westlich von Crathes, rund fünf Kilometer vor dem vorläufigen Endbahnhof Banchory, erforderte die Streckenführung die Querung des Baches Coy Burn (auch Burn of Coy). Hierzu wurde 1852 die Milton of Crathes Railway Bridge errichtet. Nach Streckenschließung in den 1960er Jahren wurden das Gleis abgetragen und eine Vielzahl der Brücken entfernt. Die Milton of Crathes Bridge blieb jedoch bestehen. Im Zuge einer straßenbaulichen Maßnahme im Jahre 2006 wurde das Gebiet am Westende der Brücke archäologisch untersucht.

## Beschreibung
Die Milton of Crathes Railway Bridge befindet sich rund 700 Meter westlich von Crathes am Ostrand von Milton of Crathes. Der Dee verläuft 180 Meter südlich. Der kurze Mauerwerksviadukt aus Granitquadern überspannt den schmalen Coy Burn mit einem Bogen. Der Segmentbogen ist mit Backstein ausgemauert. Flussseitig fächert das zuführende Böschungswerk zu beiden Seiten auf.
Auf einem Abschnitt von rund 50 Metern queren vier Brücken den Coy Burn. Direkt südlich der Eisenbahnbrücke befindet sich die aus dem 18. Jahrhundert stammende Milton of Crathes Old Bridge. Diese wurde 1802 durch die nördlich gelegene Milton of Crathes Bridge ersetzt. Heute quert die A93 den Coy Burn wenige Meter weiter nördlich auf einer 1939 errichteten Brücke.